# Chris Colorado
Chris Colorado è una serie animata francese dei primi anni 2000 di 26 episodi. La serie fu creata da Thibaut Chatel, Franck Bertrand e Jacqueline Monsigny, con musiche originali scritte da Fabrice Aboulker. È stata trasmessa la prima volta a partire dal 18 dicembre 2000 da Canal+, successivamente da France 3. Successivamente viene proposta dal canale specializzato Mangas.
Ogni episodio dura approssimativamente 26 minuti. La versione su DVD della serie è difficilissima da reperire vista la scarsa tiratura.
La sigla italiana, scritta da Alessandra Valeri Manera e Max Longhi, è cantata da Giorgio Vanni.

## Sinossi
In un futuro post-apocalittico, un giovane uomo, Chris Colorado, si mette al servizio della Federazione Mondiale, che riunisce i sopravvissuti al Grande Crollo, e più in particolare agli ordini del suo comandante, Richard Julian. Combatte contro il misterioso gruppo 666, i Thanor e il loro leader supremo, il Grande Protettore Thanatos. Ma è anche alla ricerca del suo passato, attraverso segreti, tradimenti, nonché membri della sua famiglia che, secondo la versione ufficiale, sono scomparsi in un incidente aereo...

## Trama
La storia è ambientata in un mondo che ha subito il Grande Crollo: un meteorite chiamato Sheol si è schiantato sulla Terra e ha quasi spazzato via tutta la vita. Su queste rovine di un mondo passato, dove l'energia nucleare dell'uranio non esiste più a causa del meteorite, i sopravvissuti cercano di ricostruire le loro vite. A poco a poco le città vengono ricostruite, ma sorge una nuova minaccia. Un misterioso dittatore, Thanatos, a capo di un esercito di fedeli, i Thanor, sta cercando di prendere il controllo del mondo.
Un gruppo di combattenti, i Centurioni della Libertà, guidati da un certo Richard Julian, viene formato per combattere contro i Thanor. Nel corso del tempo, Richard Julian e i suoi Centurioni riuscirono a contrastare i piani di Thanatos, nonostante la perdita di alcuni loro compagni, e fondarono la Federazione Mondiale, ponendo la nuova capitale del mondo a Chichén Itzá, vicino al nuovo polo magnetico. Sconfitto, rifugiandosi nella zona proibita, tra le rovine di una delle più grandi città del mondo antico dove si schiantò uno dei frammenti più grandi del meteorite, Thanatos continua la sua guerra contro la Federazione Mondiale e Richard Julian.
È in questo contesto che Chris Colorado, giovane sportivo e intelligente, riesce un giorno a salvare Richard Julian da una trappola di Thanor. Ignaro di chi sia, Richard Julian ordina un'indagine su questo misterioso ragazzo, solo per scoprire che si tratta dell'ex capitano Christopher Krantz, espulso dall'esercito dopo essere stato accusato di aver rubato piani segreti, figlio di William-Erwin Krantz, ex maggiore della Centurione della Libertà responsabile dell'infiltrazione nel campo di Thanatos, che da allora non è mai più riapparso e che molti considerano un traditore.
Richard Julian desidera reclutarlo per assegnargli missioni riservate. Inizialmente riluttante, Chris finisce per accettare, e la ricerca della verità e la curiosità hanno la meglio sulla diffidenza nei confronti dell'esercito che lo ha umiliato. Ciò porterà Chris Colorado in pericolose avventure in cui diversi incontri riveleranno la verità sulla sua famiglia.

## Episodi
1. L'homme du commandeur
2. La ville protégée
3. La zone interdite
4. La nuit des Hopis
5. Le voyage du Liberty
6. La femme voilée
7. Le cube de verre
8. Le grand crash
9. Votez Julian
10. Le triomphe de Thanatos
11. Clandestinité
12. Les Mosaïs
13. Faux-semblant
14. Marubo
15. La folie de Chris Colorado
16. Thanatos contre Thanatos
17. La bibliothèque disparue
18. Le fantôme de Chichen-Itza
19. Frères ennemis
20. Le testament d'Annouchka Krantz
21. Le secret de Palenque
22. Les femmes du désert
23. Chasse à l'homme
24. Le dossier Minotaure
25. Le fils du clone
26. Le destin des Krantz

## Trasmissione
- Italia 1